# Aedes moucheti
Aedes moucheti är en tvåvingeart som beskrevs av Ravaonjanahary och Jacques Brunhes 1977. Aedes moucheti ingår i släktet Aedes och familjen stickmyggor.
Artens utbredningsområde är Madagaskar. Inga underarter finns listade i Catalogue of Life.